# محمد بن قاسم القرشي
محمد بن قاسم بن أبي بكر القرشي المالقي (وُلد سنة 703 هـ المُوافق 1303م - تُوفي سنة 757هـ المُوافق 1356م) هو طبيبٌ وشاعرٌ، كان قد غادر غرناطة إلى فاس في المغرب. عمل ناظرًا لمارستان سيدي فرج (حسب مصادر أُخرى كان ناظرًا لبيمارستان مراكش) في ربيع الآخر 754هـ المُوافق أيار (مايو) 1353 في أثناء العصر المريني. يُسمى بالمالقي نسبةً إلى مالقة في الأندلس. وُلد في 703 هـ المُوافق 1303م، وتُوفي سنة 757هـ المُوافق 1356م.
وصفهُ لسان الدين بن الخطيب في كتابه الإحاطة في أخبار غرناطة:
من شعرهِ: